# (33547) 1999 JZ12
1999 JZ12 (asteroide 33547) é um asteroide da cintura principal. Possui uma excentricidade de 0.02246630 e uma inclinação de 4.82767º.
Este asteroide foi descoberto no dia 15 de maio de 1999 por CSS em Catalina.